# Kasteel van Meysembourg

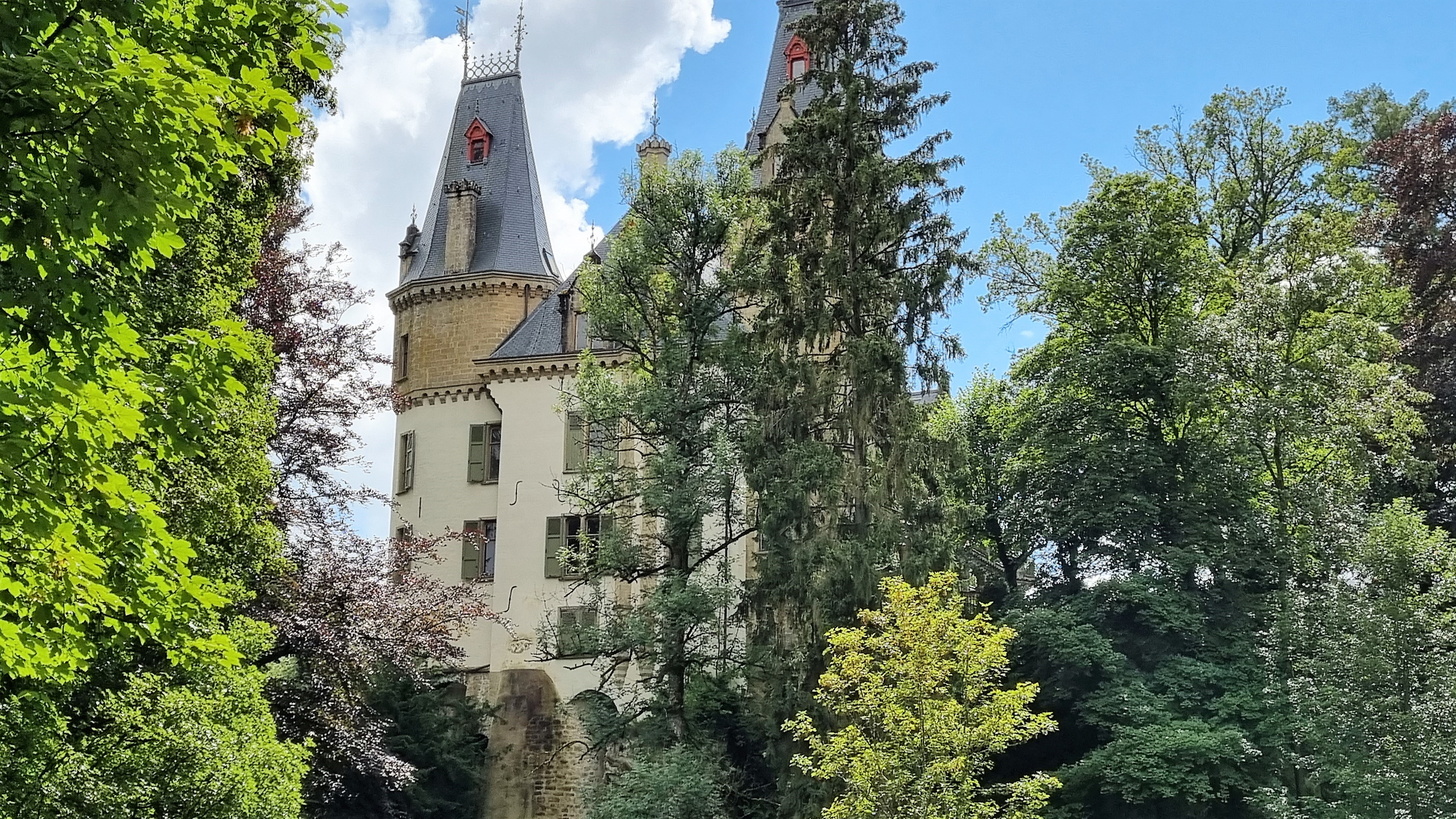
Kasteel Meysembourg in 2021

Kasteel Meysembourg (Frans: Château de Meysembourg; Luxemburgs: Schlass Meesebuerg) is gesitueerd op ongeveer 2 kilometer ten zuidwesten van Larochette in midden Luxemburg. Als bewoonde locatie heeft het een geschiedenis die teruggaat tot de 12e eeuw. Het huidige kasteel is gebouwd in 1880 in neorenaissance stijl en is in privébezit.
Het kasteel is beschermd erfgoed.

## Geschiedenis
De familie Meysembourg wordt voor het eerst genoemd in de 12e eeuw toen de Vrouwe van Meysembourg in dienst was van Ermesinde, gravin van Luxemburg. Archiefbronnen tonen aan dat Walter van Meysembourg eigenaar was in 1176 en Eberhart van Maysembourg in 1296. In 1443 werd het kasteel verwoest door Philips de Goede, maar voor 1500 weer herbouwd. Het werd opnieuw verwoest door de troepen van Louis François, hertog van Boufflers in 1683–1684. Het enige dat van dit kasteel overgebleven is, is de kapel en delen van de buitenmuur. Custine de Wiltz, de laatste in lijn van erfgenamen, vluchtte voor de invasie van de Fransen in 1794. Na een openbare veiling in 1798 kwam het kasteel in handen van de Waalse adellijke familie de Cassal en uiteindelijk, na de aftocht van de Fransen, van Jean-François Reuter de Heddersdorf. Laatstgenoemde verdreef de inwoners van het omliggende dorp en nam bezit van de achtergelaten grond, waar geleidelijk een landschapspark in Engelse stijl werd aangelegd.
In 1855 nam Prins Charles de Arenberg het kasteel over, sloopte het en liet het in 1880 in neorenaissance stijl herbouwen onder leiding van de architect Charles Arendt. In 1971 werd het door de erven Arenberg verkocht aan de advocaat Alfons Spiegelburg. Na het overlijden van Spiegelburg kwam het in 2011 in bezit van de familie Clasen.
Op het ogenblik is een controverse gaande over de definitieve bestemming van het gebied rond het kasteel, dat van bijzondere ecologische en landschapshistorische waarde is.
Het kasteel van Meysembourg werd tussen 2014 en 2016 volledig gerenoveerd. Het is niet opengesteld voor bezoekers.